# Amesim
Amesim — комерційне програмне забезпечення для моделювання та аналізу процесів у багатодисциплінарних системах. 

## Загальний опис
Програмне забезпечення є складовою системного інжинірингу у сфері створення мехатронних систем. Програмний пакет є набором інструментів, що використовуються для моделювання, аналізу та прогнозування продуктивності мехатронних систем. Поведінка гідравлічних, пневматичних, термодинамічних, електричних та механічних систем описуються за допомогою нелінійних нестаціонарних аналітичних рівнянь. На відміну від 3D CAE підходу, такий підхід дає можливість моделювати поведінку систем без наявності детальної геометрії CAD і може бути використаний на ранніх етапах V-циклу (V-Model) проектування виробу. Для створення моделі поведінки системи використовується набір бібліотек, що містить певні компоненти з різних галузей фізики. Для будівництва взаємопов'язаної моделі системи компоненти бібліотек повинні бути пов'язані один з одним. Для цієї мети кожен компонент має порт вводу-виводу, що містить кілька входів і виходів. Причинно-наслідковий зв'язок забезпечується з'єднанням входів одного компонента з виходом іншого. Бібліотеки LMS Amesim написані мовою С, але також підтримують вільно поширювану об'єктно-орієнтовану мову Modelica [1], призначену для моделювання складних фізичних систем, таких як: механіка, електрика, електроніка, термодинаміка, побудованих на компонентах описаних з точки зору електричної потужності або процесно-орієнтованих компонентів. Програмне забезпечення працює на більшості платформ UNIX (зокрема під Linux) та на платформах Windows. У липні 2016 року було представлено 15-ту версію.
LMS Imagine.Lab AMESim є частиною портфоліо Simcenter Siemens PLM Software. Він поєднує в собі 1D, 3D моделювання та засоби для проведення фізичних випробувань з можливістю підготовки звітів та аналітики даних.
Це портфоліо призначене для забезпечення інженерів та аналітиків комплексним рішенням для розробки складних продуктів, які включають інтелектуальні системи, за рахунок впровадження підходу Предиктивної Інженерної Аналітики. (Predictive Engineering Analytics approach).

## Історія
Платформа LMS Imagine.Lab AMESim була розроблена компанією Imagine S.A., яку придбала компанія LMS International у червні 2007 року. У листопаді 2012 року компанія LMS International була куплена компанією Siemens AG.
У 1987 році доктором Мішелем Лебреном з Університету Клода Бернара у Франції, була створена програма для ЕОМ для управління складними динамічними системами, що складаються з гідравлічних сервоприводів, що взаємодіють, представлених кінцево-елементними моделями.
Перший інженерний проект був реалізований для морської нафтовидобувної платформи Ekofisk у Північному морі. На початку 1990-х років в асоціації з професором К.У Річардсом з Університету Бата в Англії, була випущена перша комерційна версія LMS AMESim для моделювання процесів у гідравлічних системах управління. В даний час LMS Imagine.lab AMESim використовується в автомобільній, аерокосмічній та інших галузях промисловості.